# Dagmar Freist
Dagmar Freist (* 22. März 1962 in Wolfenbüttel) ist eine deutsche Historikerin und Professorin für die Geschichte der Frühen Neuzeit an der Universität Oldenburg.

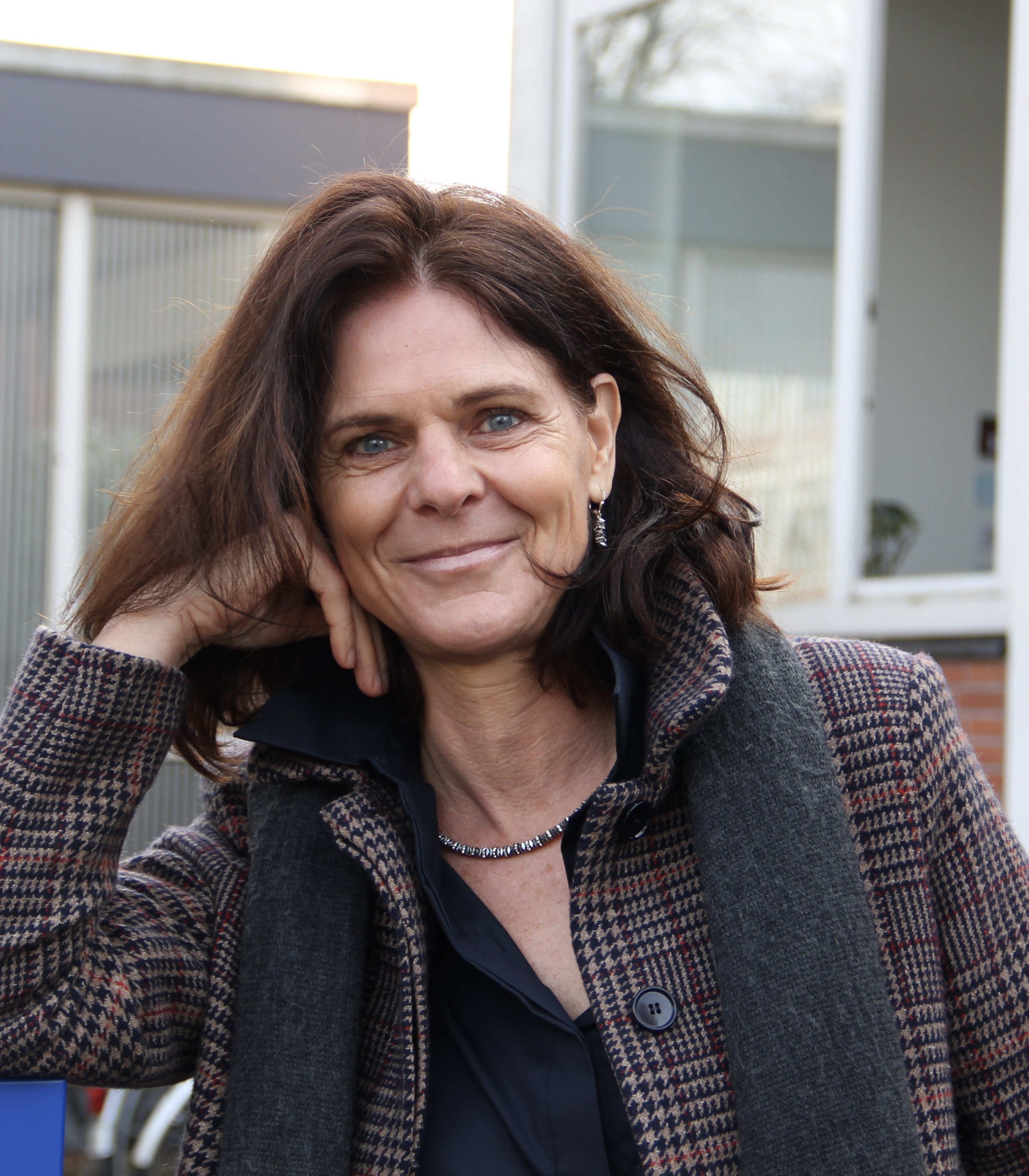
Dagmar Freist im Frühjahr 2019

## Schule und Studium
Dagmar Freist legte 1981 ihr Abitur am Ratsgymnasium Goslar ab. Anschließend studierte sie an den Universitäten Heidelberg, Cambridge und Freiburg Geschichte, Anglistik und Theologie und schloss ihr Studium 1987 in den Fächern Geschichte und Anglistik an der Universität Freiburg mit dem ersten Staatsexamen ab.

## Wissenschaftliche Laufbahn
Nach dem Staatsexamen kehrte Dagmar Freist als Stipendiatin des Evangelischen Studienwerks Villigst an die Universität Cambridge zurück, an der sie 1992 mit einer Arbeit über „The Formation of Opinion and the Communication Network in London 1637 – c. 1645“ promoviert wurde. In den Jahren 1991 und 1992 war sie Referendarin am Kreisgymnasium Gundelfingen/Freiburg im Breisgau.
Anschließend wechselte Dagmar Freist als wissenschaftliche Mitarbeiterin ins Bischofsreferat des Evangelischen Oberkirchenrats in Karlsruhe. Hier leitete sie die Arbeitsstelle Frauendekade, deren Aufgabe darin bestand, die Stelle einer Frauenbeauftragten in der Landeskirche vorzubereiten. Bereits 1995 folgte die Rückkehr in die Geschichtswissenschaft, die sie wiederum nach England führte. Hier arbeitete sie als Research Fellow am Deutschen Historischen Institut in London und nahm ihre Forschungen für das Habilitationsthema „Konfessionspolitik und Toleranz. Religiös gemischte Ehen in der Frühen Neuzeit 1555 – c. 1806“ auf. Bis 1998 war Dagmar Freist zugleich freie Mitarbeiterin bei der Evangelischen Akademie Baden in Bad Herrenalb, für die sie eine Reihe von Tagungen durchführte.
1998 wechselte Dagmar Freist an die Universität Osnabrück, wo sie als wissenschaftliche Assistentin am Lehrstuhl von Ronald G. Asch ihre Habilitation beendete. Nach ihrer Habilitation wurde Dagmar Freist 2003 zur Oberassistentin ernannt und vertrat für zwei Semester den vakanten Lehrstuhl für Geschichte der Frühen Neuzeit an der Universität Osnabrück. Seit dem Wintersemester 2004 lehrt und forscht Dagmar Freist als Professorin für die Geschichte der Frühen Neuzeit an der Universität Oldenburg.
Ihre Arbeitsschwerpunkte sind die Erforschung von Öffentlichkeit und politischer Kultur, Religiöser Pluralisierung, Diaspora, Netzwerken und translokalen Gesellschaften in Nordwesteuropa und England. Sie war von 2012 bis 2017 in dem Projekt „Freiheitsraum Reformation“ tätig. Seit 2018 leitet Dagmar Freist das Projekt „Prize Papers“, gefördert im Akademienprogramm der Union der Deutschen Akademien der Wissenschaften. In diesem Projekt wird der in den britischen National Archives gelagerte Prize Papers Bestand digitalisiert und der Öffentlichkeit in einer Datenbank zugänglich gemacht. Sie ist außerdem Mitantragstellerin und stellvertretende Sprecherin des DFG-Graduiertenkollegs 1608/1/2 „Selbstbildungen. Praktiken der Subjektivierung“.
Seit 2019 ist sie korrespondierendes Mitglied der Niedersächsischen Akademie der Wissenschaften zu Göttingen.

## Persönliches
Dagmar Freist ist verheiratet, hat vier Kinder und lebt in Oldenburg.

## Schriften (Auswahl)

### Monografien
- Glaube – Liebe – Zwietracht. Religiös-konfessionell gemischte Ehen in der Frühen Neuzeit (= bibliothek altes Reich, Bd. 14). De Gruyter, München 2017, ISBN 978-3-486-85824-2.
- Governed by Opinion. Politics, Religion and the Dynamics of Communication in Stuart London 1637–1645 (= International Library of Historical Studies. Vol. 10). Tauris Academic Studies, London u. a. 1997, ISBN 1-86064-110-5.
- Absolutismus (= Kontroversen um die Geschichte). Wissenschaftliche Buchgesellschaft, Darmstadt 2008, ISBN 978-3-534-14724-3.

### Herausgeberschaften
- mit Ronald G. Asch: Staatsbildung als kultureller Prozess. Strukturwandel und Legitimation von Herrschaft in der Frühen Neuzeit. Böhlau, Köln u. a. 2005, ISBN 3-412-11705-6.
- mit Gunilla Budde, Hilke Günther-Arndt: Geschichte. Studium, Wissenschaft, Beruf. Akademie-Verlag, Berlin 2008, ISBN 978-3-05-004435-4.
- mit Scott Dixon und Mark Greengrass: Living with Religious Diversity in Early-Modern Europe (= St. Andrews Studies in Reformation History). Ashgate, Farnham u. a. 2009, ISBN 978-0-7546-6668-4.
- mit Thomas Alkemeyer, Gunilla Budde: Selbst-Bildungen. Soziale und kulturelle Praktiken der Subjektivierung (= Praktiken der Subjektivierung. Bd. 1). transcript, Bielefeld 2013, ISBN 978-3-8376-1992-8.
- Diskurse – Körper – Artefakte. Historische Praxeologie in der Frühneuzeitforschung, transcript, Bielefeld 2015 (= Praktiken der Subjektivierung. Bd. 5).
- mit Susanne Lachenicht: Connecting Worlds and People. Early modern Diasporas, Routledge, London 2017.
- mit Sabine Kyora, Melanie Unseld: Transkulturelle Mehrfachzugehörigkeit als kulturhistorisches Phänomen. Räume – Materialitäten – Erinnerung, transcript, Bielefeld 2019 (= Praktiken der Subjektivierung. Bd. 13), ISBN 978-3-8376-4528-6.

### Aufsätze
- „The Staple of newes“. Räume, Medien und die Verfügbarkeit von Wissen im frühneuzeitlichen London. In: Gerd Schwerhoff (Hrsg.): Stadt und Öffentlichkeit in der Frühen Neuzeit (= Städteforschung. Veröffentlichungen des Instituts für vergleichende Städtegeschichte in Münster. Bd. 83). Böhlau, Köln u. a. 2011, ISBN 978-3-412-20755-7, S. 97–123.
- Popery in Perfection. The Experience of Catholicism – Henrietta Maria between Private Practice and Public Discourse. In: Michael J. Braddick, David L. Smith (Hrsg.): The Experience of Revolution in Stuart Britain and Ireland. Essays Presented to John Morrill. Cambridge University Press, Cambridge u. a. 2011, ISBN 978-0-521-86896-9, S. 33–51.
- Recht und Rechtspraxis im Zeitalter der Aufklärung am Beispiel der Taufe jüdischer Kinder. In: Andreas Gotzmann, Stefan Wendehorst (Hrsg.): Juden im Recht. Neue Zugänge zur Rechtsgeschichte der Juden im Alten Reich (= Zeitschrift für historische Forschung. Beiheft 39). Duncker & Humblot, Berlin 2007, ISBN 978-3-428-12521-0, S. 109–137.
- Wirtshäuser als Zentren frühneuzeitlicher Öffentlichkeit. London im 17. Jahrhundert. In: Johannes Burkhardt, Christine Werkstetter (Hrsg.): Kommunikation und Medien der Frühen Neuzeit (= Historische Zeitschrift. Beiheft. NF 41). Oldenbourg, München 2005, ISBN 3-486-64441-6, S. 201–224.
- Der Fall von Albini – Rechtsstreitigkeiten um die väterliche Gewalt in konfessionell gemischten Ehen. In: Siegrid Westphal (Hrsg.): In eigener Sache. Frauen vor den höchsten Gerichten des Alten Reiches. Böhlau, Köln u. a. 2005, ISBN 3-412-17905-1, S. 245–270.
- Historische Praxeologie als Mikro-Historie. In: Arndt Brendecke (Hrsg.): Praktiken der Frühen Neuzeit. Akteure – Handlungen – Artefakte. Böhlau, Weimar/Köln/Wien 2015, S. 62–77.
- A Global Microhistory of the Early Modern Period. Social Sites and the Interconnectedness of Human Lives. In: Quaderni Storici 155/a. LII, n. 2, August 2017, S. 537–555.
- Religion and Belief. In: Peter McNeil (Hrsg.): A Cultural History of Dress and Fashion in the Age of Enlightenment. Bloomsbury, London 2017, S. 87–104 (A Cultural History of Dress and Fashion, 6 Bände).